# Florilèges
 (janvier 2019).
Les Florilèges sont une manifestation commerciale et foraine annuelle, devenue traditionnelle, de la commune réunionnaise du Tampon. Ils durent généralement une dizaine de jours et coïncident systématiquement avec la période de vacances scolaires d'octobre dans le calendrier académique de l'île de La Réunion. Cette manifestation a pour thème principal les fleurs et les plantes.

## Historique
La commune du Tampon est en effet considérée comme la ville florale par excellence de La Réunion. Or, les Florilèges avaient pour but à l'origine de mettre en avant cet atout.
La première édition des Florilèges remonte à 1983 et fut lancée par le maire André Thien Ah Koon (Tamponnais d'origine chinoise né au lieu-dit "La Plaine des Cafres") qui venait juste d'être élu pour la première fois à la tête de la commune.
en 2020; les florilèges furent imterrompus a cause de la crise sanitaire.

## Sites
Les Florilèges se déclinent sur trois sites différents au cœur de la ville du Tampon.
Le premier site est un parc floral qui se dresse généralement à l'intérieur du parc communal Jean de Cambiaire. C'est le site qui vise le but originel de la manifestation. Pour l'occasion, des échoppes sont montées pour permettre à des professionnels ou des amateurs de l’horticulture d'exposer voire de vendre le fruit de leur travail. Au centre du parc, une petite scène permet la tenue de mini-concerts, de spectacles divers et surtout de procéder à l'élection annuelle de "Miss Ville du Tampon".
Le deuxième site, presque attenant au parc floral s'étend sur la portion principale de la route "Hubert-Delisle", entre la jonction avec les rues "Albert-Fréjaville" / "Antoine Fontaine" et le rond-point dit "des Chandelles" (marquant la jonction avec la Route Nationale 3) . Pour l'occasion, cette portion est fermée à la circulation routière et devient piétonne. C'est l'aspect le plus commercial de la manifestation. En effet, de part et d'autre de la route, des échoppes et des étalages commerciaux sont dressés pour permettre aux magasins et boutiques riverains de tenir une véritable foire commerciale.
Le troisième site est celui qui est sans doute le plus connu et le plus prisé. Il s'agit du "parc forain" qui se dresse généralement sur la "Place de la Libération" (surnommée aussi "Place du Florilège") cernée par la "rue de Paris" au niveau du lieu-dit "la SIDR 400". Sur cette place sont dressés différents types d'attraction foraine parmi lesquels des manèges (pour tout âge), des stands de jeu et des "camions-bars" (sorte de camions-restaurants locaux alliant le principe des friteries du Nord avec celui des snack-bars). Au centre de cet espace forain se tient une véritable salle de concert en plein air, surnommée "la grande scène" ou "le grand chapiteau". Là sont organisés plusieurs soirs au long des dix jours de festivités, les concerts de grandes personnalités de la chanson réunionnaise et française, lesquelles ont été invitées par la commune pour l'occasion.

## Référence
1. ↑  « De 1983 à 2006 », sur letampon.fr (consulté le 9 décembre 2023).

## Annexe